# 매미소리
《매미소리》는 2022년에 개봉한 대한민국의 영화이다.

## 캐스팅
- 이양희 : 덕배 역
- 주보비 : 수남 역
- 서연우 : 꽃하나 역
- 권형준 : 황학수 역
- 김하진 : 따방네 역
- 조경현 : 상구 역
- 박신혜 : 영미 역
- 한도형 : 쟈스민 역
- 박원석 : 판석 역
- 이창 : 이 피디 역
- 허진 : 왕매자 역
- 강두 : 뭉태 역
- 송가인 (특별출연)